# 木曾郡
木曾郡（日语：／ Kiso gun */?）為長野縣的一郡。
現轄有以下3町3村。
- 上松町
- 木曾町
- 南木曾町
- 王瀧村
- 大桑村
- 木祖村